# Mause (Saône)
Die Mause ist ein kleiner Fluss im Osten von Frankreich, der im Département Vosges der Region Grand Est südwestlich der Stadt Épinal verläuft.

## Geografie

### Verlauf
Die Mause entspringt unter dem Namen Ruisseau du Gras im nördlichen Gemeindegebiet von Gignéville, entwässert generell Richtung Sudsüdost durch die Landschaft Vôge, nimmt erst im Unterlauf ihren definitiven Namen an und mündet nach rund 17 Kilometern im Gemeindegebiet von Monthureux-sur-Saône als rechter Nebenfluss in die Saône.

### Durchquerte Gemeinden
(Reihenfolge in Fließrichtung)
- Gignéville
- Viviers-le-Gras
- Marey
- Bleurville
- Monthureux-sur-Saône